# أسامة بن عمير الهذلي
أسامة بن عمير بن عامر بن الأقيشر اللحياني الهذلي صحابي جليل، ولد في مكة وعاش في المدينة ثم انتقل الى البصرة ثم سكن الكوفة، ذكر أبو عبيد أنه من أشراف هذيل. صحب النبي محمد صلى الله عليه وسلم وشهد معه الحديبية وغزوة حنين وغزوة بدر، قال البخاري في كتابه التاريخ الكبير "أسامة بن عمير الهذلي والد أبي المليح البصري من مضر له صحبة".

## نسبه
- أسامة بن عمير بن عامر بن الاقيشر بن عبد الله بن حبيب بن يسار بن ناجية بن عمرو بن الحارث بن كبير بن هند بن طابخة بن لحيان بن هذيل بن مدركة بن الياس بن مضر بن نزار بن معد بن عدنان.[3]

## ما روى عنه
- عن أسامة بن عمير قال رأيتنا مع رسول الله زمن الحديبية فمطرنا فلم تبل السماء أسفل نعالنا، فنادى منادى رسول الله - صلى الله عليه وسلم - أن صلوا في رحالكم[4]
- عن أسامة بن عمير قال: شهدت مع رسول الله حنين فأصابنا بغيش يعنى مطرا فنادى منادى رسول الله - صلى الله عليه وسلم -: من شاء أن يصلى في رحله فليفعل [4]
- عن أسامة بن عمير قال: كان سيماء أصحاب رسول الله - صلى الله عليه وسلم - يوم بدر الصوف الأبيض[4]